# Casa Artigas (Vilafranca del Penedès)
La Casa Artigas, o Casa Tomàs, Casa Galofré, és una obra de Vilafranca del Penedès (Alt Penedès) protegida com a Bé Cultural d'Interès Local.

## Descripció
Es tracta d'un edifici entre mitgeres fent cantonada destinat a habitatge plurifamiliar i a usos comercials.
L'immoble es compon de dos cossos de planta irregular, diferenciats en façana i en els seus nivells interiors de planta soterrani en part, planta baixa i tres plantes pis. La coberta és plana i en sobresurten les caixes d'escala i petits coberts complementaris. Les crugies són perpendiculars i paral·leles a façanes. L'escala principal posterior és de quatre trams.
Les parets de càrrega són de paredat comú i totxo. Al soterrani hi ha voltes rebaixades de totxo. Els forjats són de biga de fusta i/o ferro i revoltó de rajola pla. Els terrats són a la catalana i comuns. Les escales són de volta a la catalana. Les columnes i jàsseres són metàl·lics.
La façana es compon de dos trams diferents. El que fa cantonada amb portals amb llinda a la planta baixa, balcó corregut en angle arrodonit d'obertures amb llinda i tribuna a la planta primera, balcons d'una obertura i finestres a la planta segona i galeria d'arcs exempta de finestres amb columnes dobles a la tercera planta, de capitells i banda horitzontal a la línia d'impostes amb ornamentació floral. El coronament es compon de cornisa i barana de terrat.

## Història
La cronologia de la Casa Tomàs i Estalella presenta diverses etapes. El 1879 es va construir la casa, amb planta baixa i dos pisos, d'acord amb l'estètica de l'eclecticisme. El 1913, el propietari Ramon Tomàs i Estalella va encarregar un projecte de reforma i ampliació d'un nou pis a l'arquitecte Santiago Güell i Grau. El projecte, presentat el 4 d'abril de 1913, va ser aprovat el dia 23 per l'Ajuntament. Encara es conserva a l'arxiu municipal. És d'estil modernista i el 1944 va fer-se la reforma de la planta baixa.